# Göteborg Aero Show
Göteborg Aero Show är en årlig flygtillställning som hölls första gången 2008 på Göteborg City Airport, gamla F 9 Säve utanför Göteborg. Arrangör är det underjordiska upplevelsecentret Aeroseum. Göteborg Aero Show har på bara några år etablerat sig som Sveriges största årliga flygshow.
Tillställningen, som alltid är sista helgen i augusti, bjuder framförallt på utställningar och flyguppvisningar av både nya och äldre militära och civila flygplan samt helikoptrar.
Den 30-31 augusti 2008 hölls det första Göteborg Aero Show. Då visades bland annat följande flygplan: JAS 39 Gripen, J 29 Tunnan, J 32 Lansen, Spitfire, P-51 Mustang, Tp 84 Herkules, Flygande Veteraners DC-3, Saab B 17, med flera. Piloter som flög var bland andra Pär Cederqvist, Bertil och Filip Gerhard, Daniel Ryfa och många fler.
2009 års Göteborg Aero Show hölls den 29-30 augusti. Bland höjdpunkterna sågs bland annat flygvapnets uppvisningsgrupp Team 60 som gjorde en efterlängtad comeback. En annan som imponerade var Mikael Carlsons historiska flygplan Blériot XI och Fokker Dr.1 Dreidecker. 
2010 hölls Göteborg Aero Show under helgen 28-29 augusti. Med anledning av 100-årsfirandet av svenskt flyg genomfördes en stor jubileumsshow med bland andra inbjudna uppvisare från utlandet, som F-16 från Danmark, PC-7 Team från Schweiz och världens största uppvisningsteam - italienska Frecce Tricolori. En annan höjdpunkt var en unik formation med SAAB-flygplanen J 29 Tunnan, J 32 Lansen, J 35 Draken, JAS 39 Gripen och SK 60.
DVD-filmer producerades i samband med Göteborg Aero Show 2008, 2009 och 2010. Dessa gjordes av det svenska flygfilms-teamet "TeamM".